# Оливето Ларио
Оливѐто Ла̀рио (на италиански: Oliveto Lario, на западноломбардски: Ulivée, Уливее) е община в Северна Италия, провинция Леко, регион Ломбардия. Разположена е на 208 m надморска височина, на брега на езеро Лаго ди Комо. Населението на общината е 1212 души (към 2014 г.).
Административен център на общината е село Васена (Vassena).